# Friktionszünder
Friktionszünder, auch Reibungs- oder Reißzünder, sind Zünder für Sprengsätze oder Leuchtmittel, die insbesondere in pyrotechnischen Seenotsignalen und Handfackeln verwendet werden. Ältere Modelle von Handgranaten verfügten ebenfalls über Friktionszünder, verbunden mit einer Verzögerungsladung.

## Aufbau
Meist besteht der Zünder aus einer Metall- oder Papphülse. In der inneren Hülse befindet sich ein Reibsatz, in den ein gezahnter Draht eingelassen ist. Das Herausreißen des Drahts entzündet die Ladung. Je nach Verwendungszweck zündet diese Ladung unmittelbar den Leuchtsatz oder sie ist von weiteren Hülsen mit Verzögerungssätzen und schließlich einem Initialsprengstoff umgeben.